# Нордейнде
Нордейнде (нидерл.  Noordeinde) — один из трех дворцов, находящихся в пользовании нидерландской королевской семьей. Расположен в Гааге, в настоящее время используется в качестве рабочего дворца короля Виллема Александра с 2013 года.

## История
Первое здание, возникшее на месте будущего дворца, был фермерский дом, построенный для Виллема ван де Гоута в 1533 году. Подвал этого дома можно до сих пор увидеть во дворцовых подвалах современного здания.
С 1556 по 1591 году у дома был другой владелец. После этого его сдали в аренду и в 1595 году он был приобретен для Луизы де Колиньи, принцессы Оранской, вдовы Вильгельма Оранского и её сына Фредерика Генриха. В 1609 году владельцем здания стал Фредерик Генрих. Он значительно расширил дом, который тогда назывался Oude Hof. Принц стал скупать местные земли. Архитекторы Питер Пост и Якоб ван Кампен, которые построили другой королевский дворец — Хёйс-тен-Бос, были задействованы и в строительстве Нордейнде начиная с 1645 года. Здание было существенно расширено, у него появились два крыла по обе стороны, тем самым придав зданию Н-форму, которая сохранилась до наших дней.
После смерти в 1647 году Фредерика Генриха во дворце проживала его супруга Амалия Сольмс-Браунфельсская. Она умерла в 1675 году, дом оставался пустым на протяжении многих лет. Дворец перешёл во владение Вильгельма III Оранского, умершего в 1702 году. После него дворец перешёл к Прусскому королю Фридриху I, внуку Вильгельма III.
В 1740 году во дворце останавливался Вольтер, когда он навещал голландского философа Яна ван Дюрена. В 1754 году земли, включая дворец были проданы королём Фридрихом Великим Вильгельму V Оранскому — последнему штатгальтеру Нидерландов. Его сын Виллем, будущий король Виллем I поселился во дворце в 1792 году, но с приходом французов в Нидерланды вынужден был бежать в Англию вместе с семьёй. Дворец перешёл в собственность Батавской республики, таким образом став государственной собственностью, в которой он находится до сих пор. Сад дворца стал открыт для общественности. 

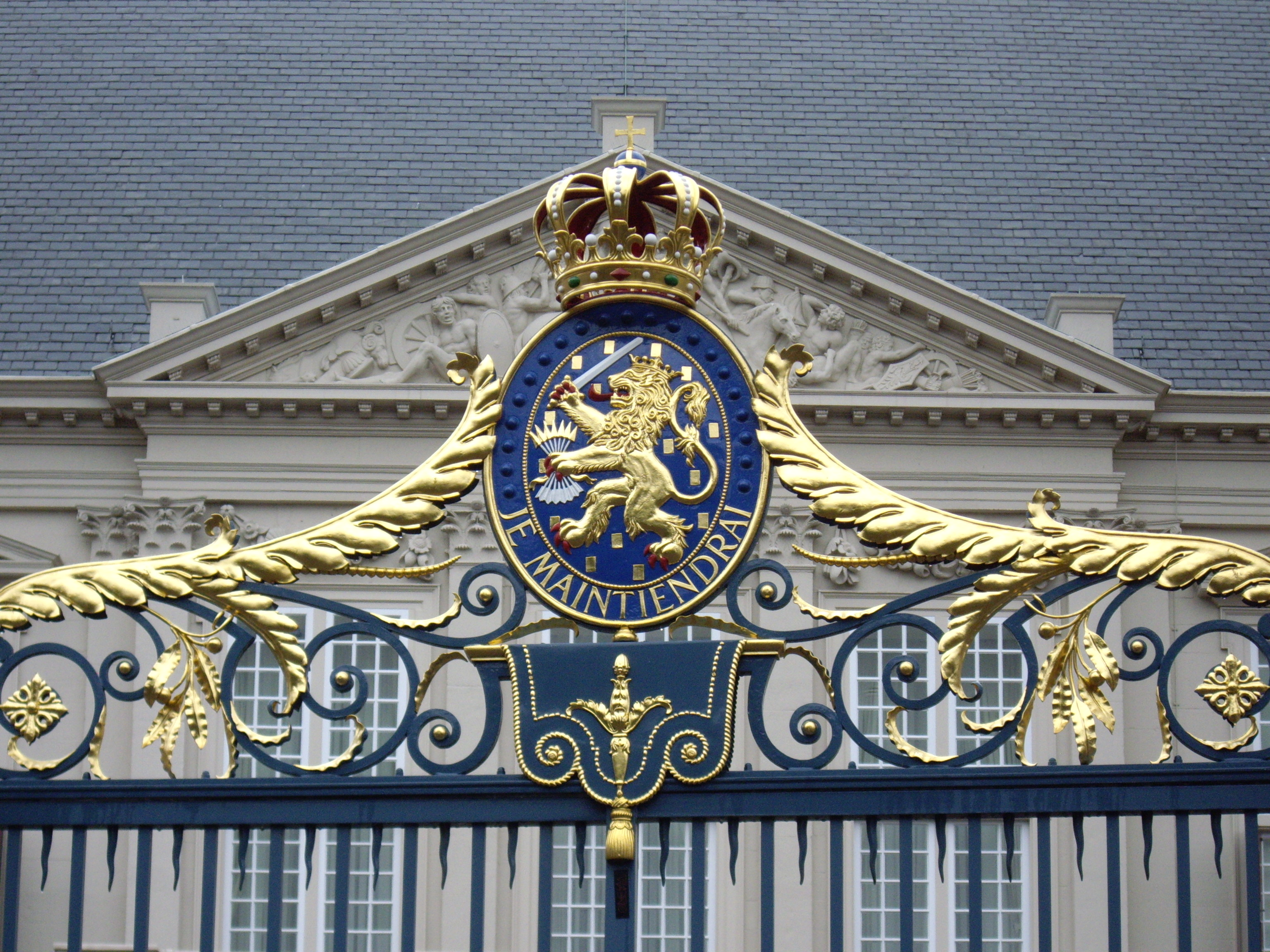
Королевский герб на воротах дворца.

В 1813 году, после падения Наполеона, принц Виллем вернулся в Нидерланды, где был провозглашен королём. Конституция государства обязывала обеспечить монарха летним и зимним дворцом. Изначально планировалось построить новую зимнюю резиденцию, но в конечном счете было принято решение, что ей останется Oude Hof. Король Виллем I переехал во дворец в 1817 году и жил в нём до своего отречения в 1840 году в пользу сына Виллема II. Новый король никогда не проживал во дворце, который тогда уже был известен под своим современным названием — Нордейнде. Следующий король Нидерландов — Виллем III использовал дворец своей зимней резиденцией, хотя предпочитал оставаться в Хет Лоо. В 1876 году были построены королевские конюшни в саду позади дворца.

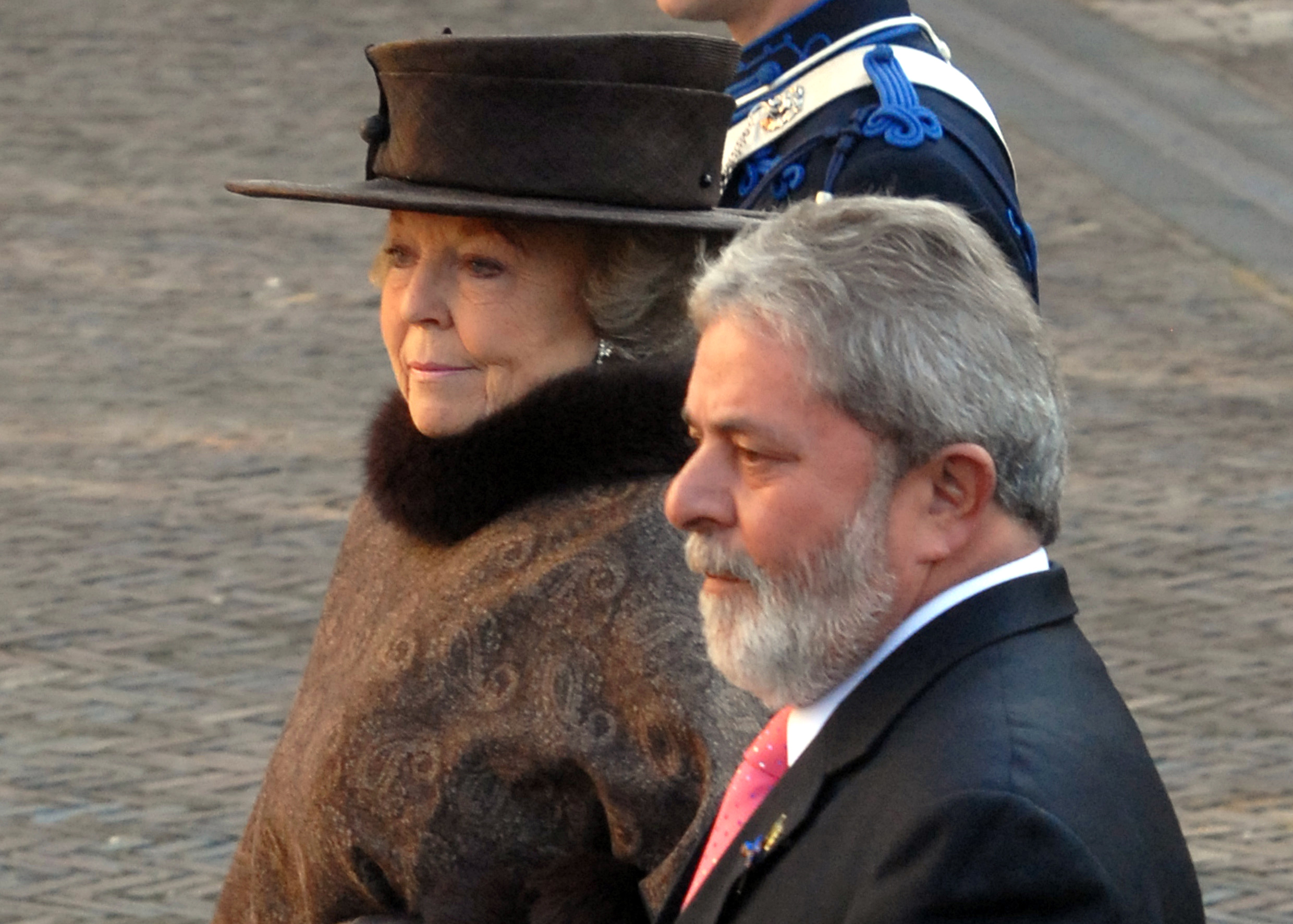
Королева Нидерландов Беатрикс вместе с президентом Бразилии Луисом да Сильва во дворце Нордейнде во время его официального визита в Нидерланды.

Дочь Виллема III от второго брака с Эммой Вальдек-Пирмонтской Вильгельмина, будущая королева, родилась в 1880 году в Нордейнде. В 1890 году Виллем III умер, королева Эмма вместе с дочерью провели первую зиму в этом дворце. В 1895 году, по приказу королевы-регента Эммы были построены Королевские архивы на территории дворца.
В 1901 году королева Эмма переехала в другой дворец Ланге Ворхаут, ныне Музей Эшера. Её дочь Вильгельмина вместе с мужем Генрихом остались в Нордейнде. До нападения Германии в 1940 году королева Вильгельмина продолжала проживать во дворце, а после войны он снова использовался в качестве зимней резиденции.
В 1948 году центральная часть дворца была уничтожена пожаром. В том же году на престол взошла королева Юлиана, предпочитающая дворец Сустдейк в качестве официальной резиденции. Другие члены королевский семьи продолжали использовать дворец в своих целях. После тщательного ремонта в 1984 году, дворец стал рабочим местом нидерландского монарха, которым сейчас является Виллем Александр (король с 2013 года). Дворец Нордейнде — одна из трех официальных резиденций нидерландского монарха.